# Melampyrum aphraditis
Melampyrum aphraditis är en snyltrotsväxtart som beskrevs av S.B.Zhou och X.H.Guo. Melampyrum aphraditis ingår i släktet kovaller, och familjen snyltrotsväxter. Inga underarter finns listade i Catalogue of Life.